# 김창락
김창락(金昌洛, 1924년 7월 16일~1989년 4월 8일)은 대한민국의 화가이다. 1961년에 「추경(秋景)」이 특선을 차지한데 이어 1962년에 자신의 아버지를 그린 「사양(斜陽)」을 통해 대통령상을 수상했다.